# 登巴-南區
登巴-南區是加拿大卑詩省溫哥華西側的一個社區，從菲沙河向北延伸，覆蓋了菲沙河口與英吉利灣之間的大部分地帶。
該社區由許多商業及住宅區組成，其中大部分為單戶住宅。它還包含麥健時嶺（Mackenzie Heights）飛地的部分地區，也是瑪斯昆族群的家鄉。

## 地理
登巴-南區北鄰西16街，南鄰菲沙河，西起大學保留地，東至麥健時街（Mackenzie Street）、奎尼爾街（Quesnel Street）及白蘭軒街（Blenheim Street）。該社區以登巴街（Dunbar Street）為中心。南區位於海旁大道以南，瑪斯昆族人保護區也包含在該區內。